# Omocrates spatulipennis
Omocrates spatulipennis är en skalbaggsart som beskrevs av Blanchard 1850. Omocrates spatulipennis ingår i släktet Omocrates och familjen Melolonthidae. Inga underarter finns listade i Catalogue of Life.